# Sarah Bouhaha
Sarah Bouhaha, née le 29 mars 1990, est une archère algérienne.

## Carrière
Sarah Bouhaha est médaillée de bronze en arc classique par équipes aux Championnats d'Afrique de tir à l'arc 2016 à Windhoek.